# 龙场乡 (中方县)
龙场乡，是中华人民共和国湖南省怀化市中方县下辖的一个乡镇级行政单位。

## 行政区划
龙场乡下辖以下地区：
刘棚村、半坡村、龙场村、槐子坪村、老树寨村、芭蕉溪村、十里坪村和茶田村。